# Themistoklis Sophoulis

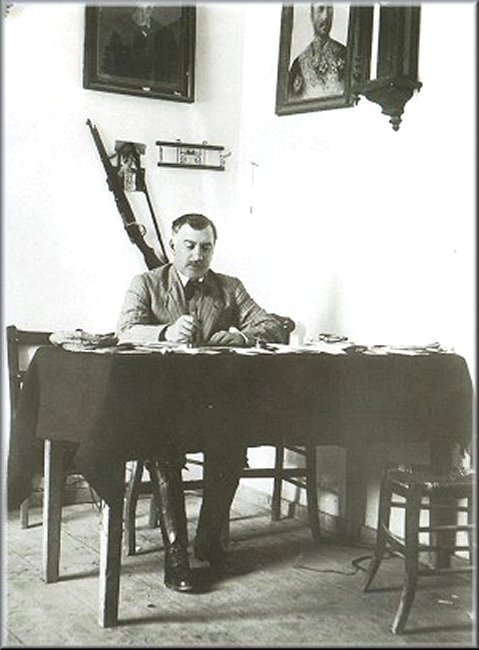
Themistoklis Sophoulis

Themistoklis Sophoulis (en griego: Θεμιστοκλής Σοφούλης) (1860-1949) era un político griego, fue 3 veces primer ministro de Grecia.
Nació en Samos en 1860. Estudió en la facultad de filosofía de la Universidad de Atenas, y entonces en Alemania, en donde él se especializó en arqueología. Pues un arqueólogo él publicó ciertos exámenes profundos y él tomó parte activa en varias excavaciones en Grecia.
En 1900, Sophoulis abandonó excavaciones arqueológicas y fue elegido diputado de Samos. Pidió la unión de Samos con Grecia (al tiempo era territorio del Imperio otomano). En 1907, hubo motines, el ejército intervino y Sophoulis tuvo que huirse para Grecia.
En 1912, durante la Primera Guerra de los Balcanes, el ejército turco se retiró en Asia Menor. Sophoulis volvió y permanecía durante algún tiempo como el presidente del gobierno provisional de Samos, hasta el abril de 1914, fue designado comandante general de Macedonia. 
Era un alliado de Eleutherios Venizelos, y después de que Venizelos huyera de Grecia, Sophoulis fue el nuevo líder del partido liberal. Fue una primera vez primer ministro entre el 25 de julio de 1924 y el 27 de noviembre de 1924. 
Durante la dictadura de Ioannis Metaxas, Sophoulis seguía siendo moderate y no tan vocal. En 1944, al ejército alemán lo arrestó, que lo refrenó en su casa.
Después de la Segunda Guerra Mundial, él ha sido primer ministro 2 veces más. Sophoulis ordenó al gobierno durante la Guerra Civil griega. Tuvo un papel muy importante en la victoria final del ejército helénico.
En 1949, era él que convenció a Alexander Papagos de volver al poste del general del ejército. Pero murió, antes del final de la guerra, el 24 de junio de 1949, en la edad de 89.
- Datos: Q545617
- Multimedia: Themistoklis Sophoulis / Q545617